# Strahovský tunel
Strahovský tunel je silniční tunel v Praze, který vede ze Smíchova pod Strahovem (pod Strahovským stadionem) a vyúsťuje na hranici čtvrtí Břevnov a Střešovice. Na severní straně tunelu dále navazuje Brusnický tunel, který je součástí tunelového komplexu Blanka ústícího na trojském břehu Vltavy. Je součástí pražského Městského okruhu. Je dlouhý 2004 m, z toho ražená část má délku 1544 m. Byl první a nejdelší stavbou svého druhu v Česku.

## Popis

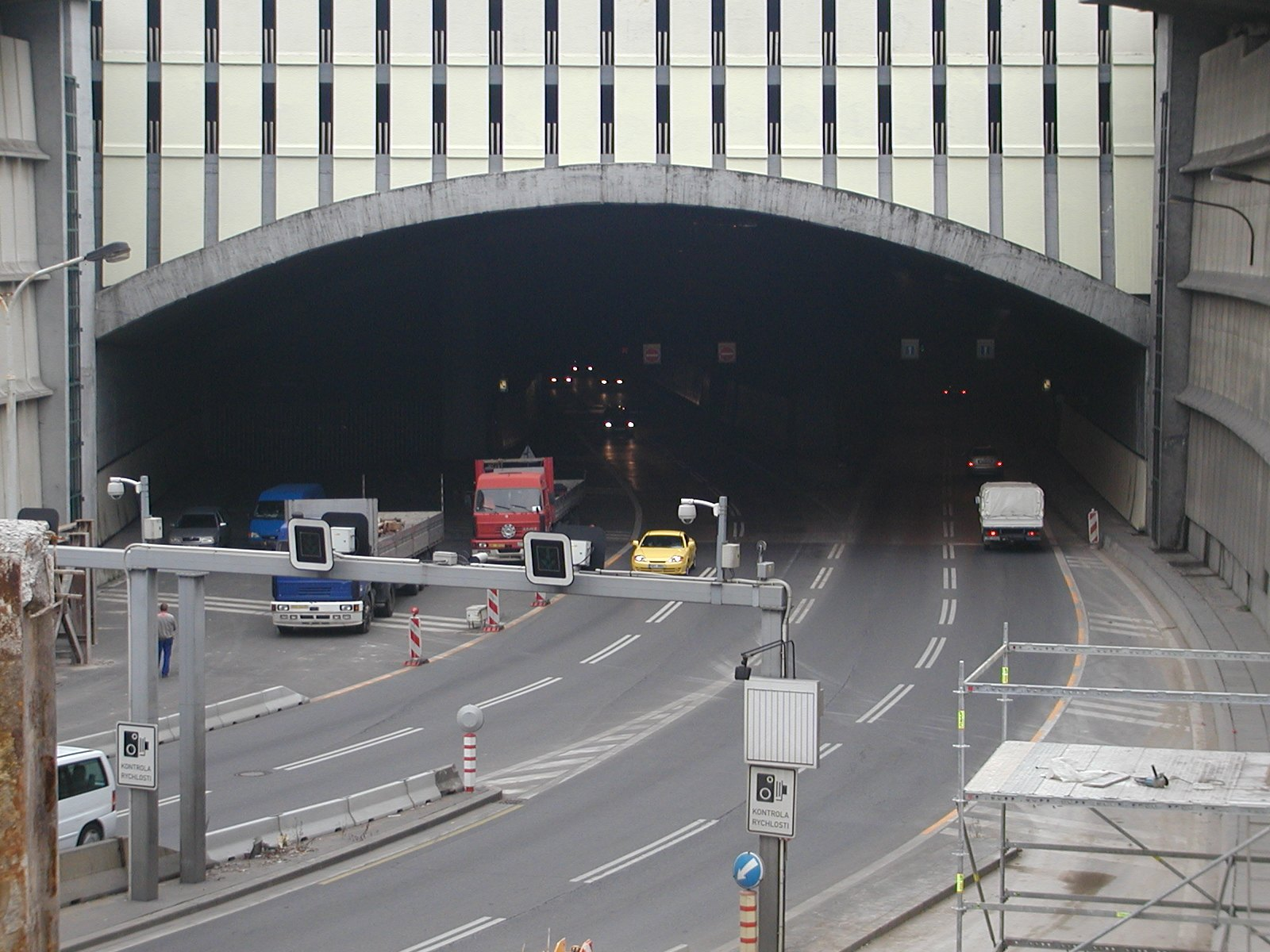
Severní portál – v levé části je prostor pro nerealizovaný východní tubus

Uvnitř ho tvoří 2 tubusy, každý má 2 jízdní pruhy 3,5 m široké. Stavba byla zahájena v roce 1985 (ražení průzkumné štoly od roku 1979). Původně bylo plánováno postavit po etapách celkem tři tubusy, zatím byly dokončeny jen dva (západní a střední) a dostavba východního, z něhož je postaven pouze severní a jižní hloubený rozplet, se prozatím neplánuje. Po roce 1989 došlo ke změnám na jižní straně, když místo vyústění do Smíchova byl navržen most přes Plzeňskou ulici (dnes Mozartův most) a tunel Mrázovka. Tunel byl dostavěn v roce 1997, otevřen v prosinci téhož roku.
Strahovský tunel je součástí Ochranného systému metra, v případě potřeby jej uzavřou tlakové uzávěry na obou koncích, které jsou konstruovány tak, aby odolaly tlakovému výbuchu. Spojení s linkou metra B pak zajišťuje štola. V případě nouze by se do tohoto krytu mohlo ukrýt 15 tisíc osob.

## Plánovaná oprava a modernizace
Tunel za svou téměř 30letou historii procházel dílčími udržovacími i sanačními opravami. Plánovaná kompletní oprava a modernizace tunelu, trvající přibližně 10 let, byla oznámena 11. září 2023 náměstkem primátora pro dopravu Zdeňkem Hřibem (Piráti). Opravy se budou týkat i stávajícího případného krytu osob v případě ohrožení obyvatel a jeho propojení s linkou metra B. Očekává se, že po skončení modernizace bude tunel sloužit minimálně dalších 20 let bez nutnosti větších oprav.
V první etapě budou uskutečněny nezbytné průzkumné ověřovací a diagnostické práce na stavební a technologické části tunelu. Práce by měly být zahájeny nejdříve po skončení náročných oprav Barrandovského mostu (tj. začátkem roku 2025). Tato etapa počítá s průzkumem betonu a výztuže horní klenby, paty tunelu, desky vozovky a spodní klenby, dále také ochranného systému a přístupových štol. Tyto práce nebudou nijak ovlivňovat automobilový provoz.
Druhá etapa má následovat od června 2026 do října 2028. V této etapě je v plánu prodloužit středem tunelu v délce asi 700 metrů stávající odvodňovací šachty vedoucí ze smíchovského portálu, poté prodloužit šachty v celém tunelu a vyrazit čtyři nové rozvodny. Také se začnou stavět dvě trafostanice a požární nádrž. I v této etapě by mělo být omezení provozu minimální, využity budou mimo jiné pravidelné noční uzávěry.
Třetí etapa se bude týkat vybavení tunelu novými technologiemi, což potrvá až do poloviny roku 2031. V této poslední fázi se TSK zaměří na výměnu povrchu vozovky, její odvodnění a instalaci bezpečnostních zařízení.
Celkové náklady této stavby jsou odhadovány na 6 miliard Kč. Za projektanty oprav a modernizace byla vybrána trojice firem SATRA, Metroprojekt Praha a Sudop Praha, samotný projekt bude stát 487 milionů Kč.

## Zajímavost
V revolučním kvasu na přelomu 80. a 90. let přišel publicista Jaroslav Veis s populárním řešením dvou kontroverzních a vlekoucích se staveb socialismu, Strahovského tunelu a Žižkovské televizní věže. Ve fejetonu pro obnovené Lidové noviny navrhl žižkovskou věž podříznout a poté její tubus strčit do tunelu. Po letech bylo autorství této myšlenky přisuzováno Ludvíku Vaculíkovi.

## MÚK Malovanka

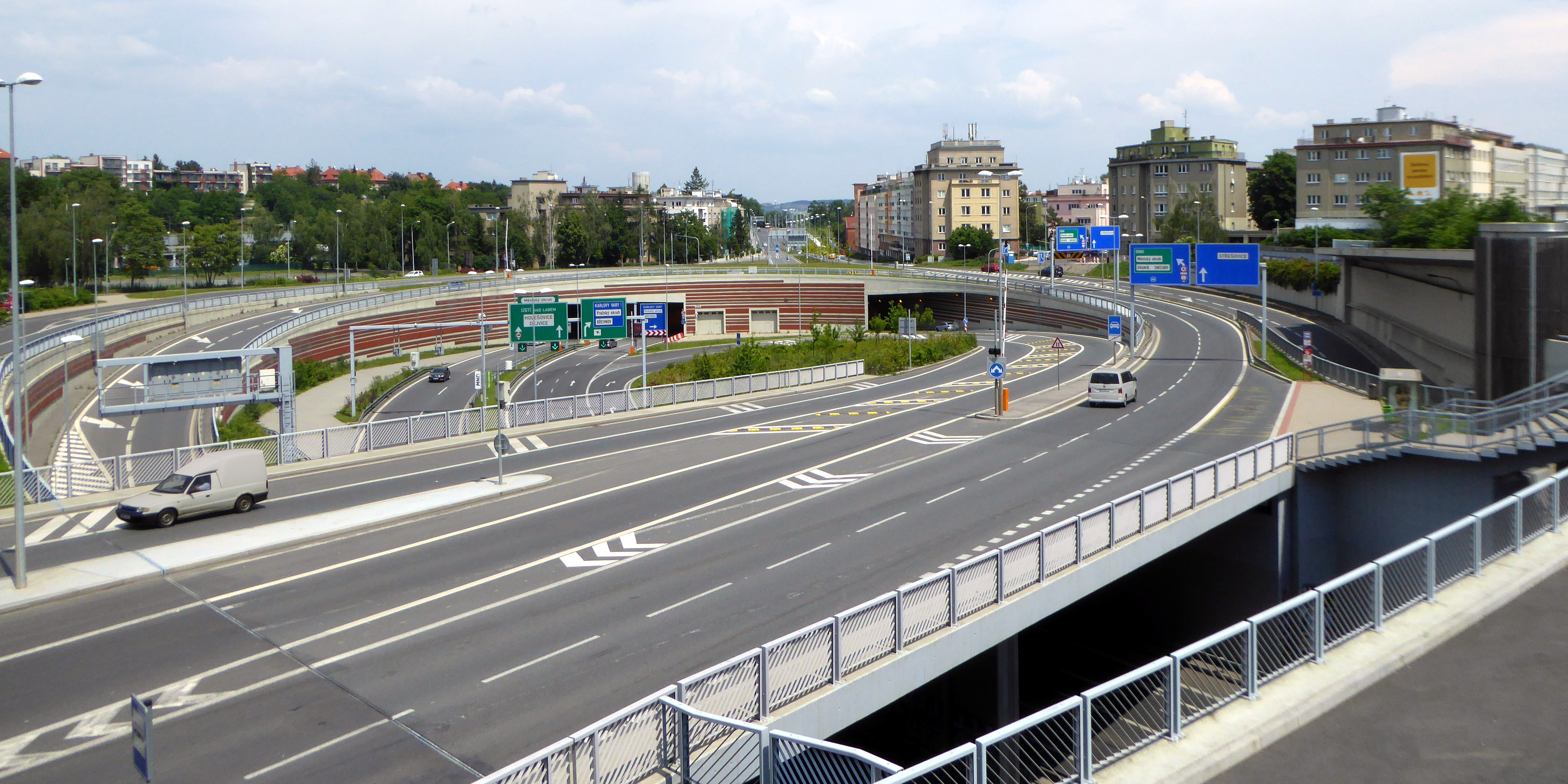
MUK Malovanka

Strahovský tunel se severním portálem napojuje přes mimoúrovňovou křižovatku Malovanka na tunel Blanka.